# Dos nu

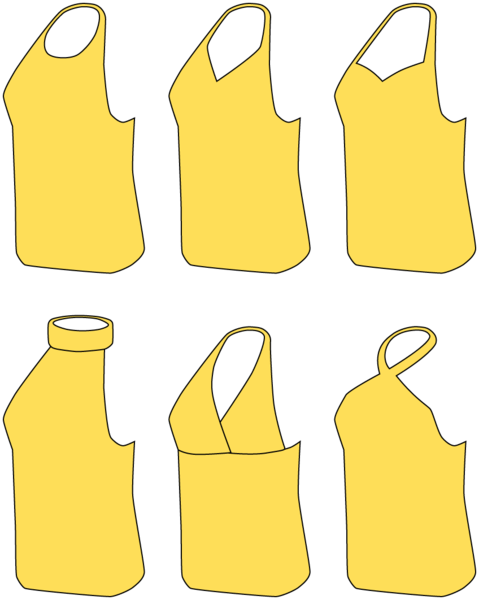
Le dos nu sous différentes formes.

Un dos nu est un vêtement féminin ne possédant qu'une seule bretelle passant derrière le cou, plutôt que deux sur chaque épaule. Le terme s'applique autant aux robes qu'aux hauts.
Ce vêtement se porte sans soutien-gorge ou avec un soutien-gorge bandeau, c'est-à-dire sans bretelles. Il arrive qu'un dos nu s'attache au cou ; c'est souvent le cas des maillots de bain.

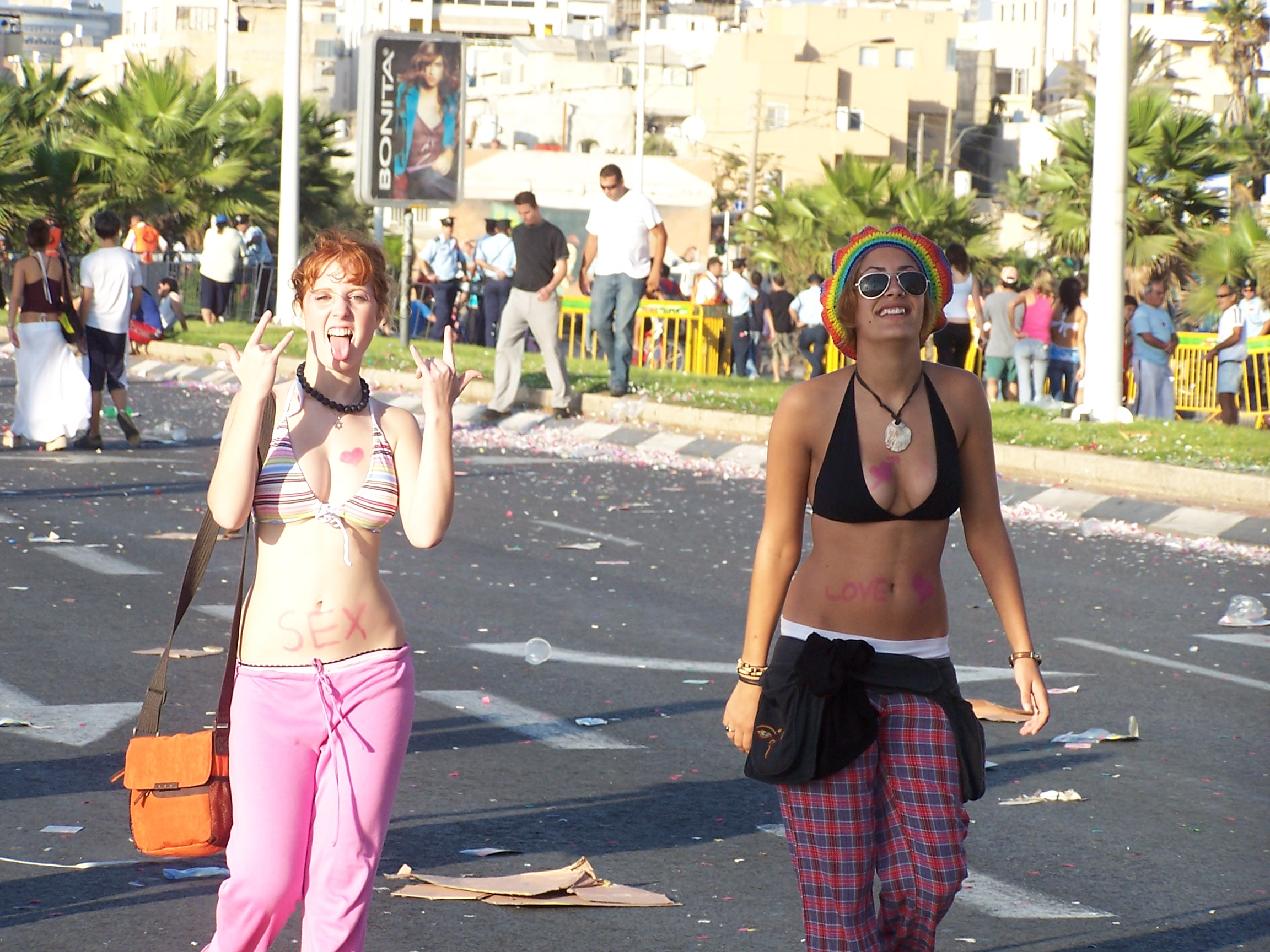
Femmes portant un haut de bikini dos nu.